# مارك هندريكس
مارك هندريكس (2 يوليو 1974 بلجيكا - ) هو لاعب كرة قدم بلجيكي، يلعب كلاعب وسط، شارك في بطولة أمم أوروبا 2000.

## روابط خارجية
- مارك هندريكس على موقع الاتحاد البلجيكي (الإنجليزية)
- مارك هندريكس على موقع قاعدة بيانات كرة القدم.إي يو (الإنجليزية)
- مارك هندريكس على موقع ناشيونال فوتبول تيمز (الإنجليزية)
- مارك هندريكس على موقع Soccerway.com (الإنجليزية)